# بريمال بيكتشرز
بريمال بيكتشرز (بالإنجليزية: Primal Pictures)‏، هي شركة تأسست في عام 1991 وتقدم رسومات ثلاثية الأبعاد لتشريح الجسم البشري، أنشئت باستخدام بيانات مسح حقيقية من مشروع الإنسان المرئي، وذلك للاستخدام من قبل طلاب الرعاية الصحية والمدرسين والمحترفين الطبيين. تدير منصة Anatomy.tv عبر الإنترنت. في دراسة واحدة، اعتبرت Anatomy.tv أفضل قيمة في تعليم التشريح للطلاب الجامعيين "لأن لديها أعلى درجات فعالية وأدنى تكلفة."

## التطوير
يمثل الجسم في برنامج بريمال بيكتشرز باستخدام بيانات مسح طبي فسرت من قبل فريق من مشرحي برايمال وترجمت إلى صور ثلاثية الأبعاد من قبل خبراء الرسومات. تكون صور التشريح التفاعلية مصحوبة برسوم متحركة توضح الأمراض والحالات، والوظيفة، والميكانيكا الحيوية، والعمليات الجراحية.

## تاريخها
في عام 2012، اشترت إنفورما كل الشركة بعد أن كانت تمتلك 10 في المئة منها سابقًا. في عام 2022، كجزء من بيع إنفورما لأعمال Pharma Intelligence الخاصة بها، أصبحت بريمال بيكتشرز جزءًا من شركة الأسهم الخاصة Warburg Pincus. في نهاية تلك السنة، قامت Pharma Intelligence بتغيير اسمها إلى Citeline، واندمجت مع شركة تكنولوجيا الأدوية Norstella.

## المواقع الخارجية
PrimalPictures.com 
تشريح.تي في 